# Torrance Coombs
Torrance Coombs es un actor canadiense, más conocido por haber interpretado a Thomas Culpeper en la serie The Tudors y a Sebastián "Bash" de Poitiers en Reign.

## Biografía
Desde el 2011 Torrance sale con la modelo estadounidense Alyssa Campanella. En junio del 2015 se anunció que la pareja se había comprometido. El 2 de abril de 2016 la pareja se casó en Santa Ynez, California. En 2019 la pareja se separó, seguido de su divorcio el mismo año.

## Carrera
En el 2008 se unió al elenco de la serie JPod donde interpretó a John Doe, hasta el final de la serie ese mismo año.
En el 2009 se unió al elenco recurrente de la serie The Tudors donde interpretó a Thomas Culpeper, el amante de la reina Katherine Howard (Tamzin Merchant), la quinta esposa del rey Henry VIII de Inglaterra (Jonathan Rhys Meyers).
En el 2010 apareció en varios episodios de la serie canadiense Heartland donde interpretó a Chase Powers, un jinete en el "The Ring of Fire" y rival de Amy Fleming.
En el 2011 se unió al elenco del drama canadiense Endgame donde dio vida a Sam Besht, un estudiante graduado y fanático del ajedrez que se vuelve en el aprendiz de Arkady Balagan y lo ayuda a resolver los casos.
En el 2013 se unió al elenco principal de la nueva serie Reign donde interpreta a Sebastian "Bash" el hijo ilegítimo del Rey Henry II de Francia con su amante Diana de Poitiers. En marzo del 2016 se anunció que Torrance dejaría la serie.
En marzo del 2016 se anunció que Torrance se había unido al elenco de la serie Still Star-Crossed donde dará vida al conde Paris.

## Filmografía

### Series de televisión
| Año         | Título               | Personaje                    | Notas                                        |
| ----------- | -------------------- | ---------------------------- | -------------------------------------------- |
| 2018        | The Originals        | Declan                       | Recurrente (6 episodios), serie de TV The CW |
| 2017        | Still Star-Crossed   | Conde Paris de Mantua        | Personaje principal, serie de TV             |
| 2013 - 2016 | Reign                | Sebastian "Bash" de Poitiers | 60 episodios                                 |
| 2014        | Polaris              | Milo                         | Miniserie                                    |
| 2010 - 2012 | Heartland            | Chase Powers                 | 10 episodios                                 |
| 2011        | Haven                | Kyle Hopkins                 | Episodio "Sins of the Fathers"               |
| 2011        | Endgame              | Sam Besht                    | 13 episodios                                 |
| 2009 - 2010 | The Tudors           | Thomas Culpeper              | 5 episodios                                  |
| 2009        | Battlestar Galactica | Soldado C. Sellers           | Episodio "Someone to Watch Over Me"          |
| 2008        | JPod                 | John Doe                     | 13 episodios                                 |
| 2007        | Supernatural         | Mitch                        | Episodio "Hollywood Babylon"                 |

### Películas
| Año  | Título                   | Personaje       | Notas |
| ---- | ------------------------ | --------------- | --- |
| 2021 | Much Ado About Christmas | Claud           | Película GAC                                                                                                |
| 2020 | Romance in the Air       | Riley           | junto a Cindy Busby                                                                                         |
| 2018 | Royally Ever After       | Príncipe Daniel | junto a Fiona Gubelmann                                                                                     |
| 2017 | Drawing Home             | Kit Paley       | junto a Julie Lynn Mortensen, Juan Riedinger, Kate Mulgrew, Kristin Griffith & Rutger Hauer                 |
| 2016 | The Last Heist           | Paul            | junto a Henry Rollins, Victoria Pratt, Mykel Shannon Jenkins, Nick Principe, Mark Kelly y Ken Lyle          |
| 2015 | Eadweard                 | Bell            | junto a Michael Eklund, Sara Canning, Christopher Heyerdahl, Jodi Balfour, Charlie Carrick y Jonathon Young |
| 2013 | Liars All                | Dennis          | junto a Sara Paxton, Matt Lanter, Darin Brooks, Randy Wayne & Alice Evans                                   |
| 2013 | Kill for Me              | Cameron         | junto a Katie Cassidy, Tracy Spiridakos, Donal Logue, Adam DiMarco & Shannon Chan-Kent                      |
| 2011 | Stay with Me             | Jake            | junto a Shaun Benson, Peter Stebbings, Jake Michaels & Andrea Roth                                          |

### Teatro
| Año | Obra                 | Personaje      | Notas |
| --- | -------------------- | -------------- | ----- |
| -   | A Little Night Music | -              | -     |
| -   | Cats                 | Rum Tum Tugger | -     |

## Premios y nominaciones
| Año  | Categoría                                   | Premio     | Películas    | Resultado |
| ---- | ------------------------------------------- | ---------- | ------------ | --------- |
| 2010 | Best Performance by a Male in a Short Drama | Leo Awards | The Familiar | Nominado  |